# یگوریفکا
یگوریفکا (به لاتین: Yegoryevka) یک منطقهٔ مسکونی در روسیه است که در استان آمور واقع شده‌است.